# Jaime Hernandez
Jaime Hernandez (Libmanan, 11 juli 1892 - 11 juli 1986) was een Filipijns minister en bestuurder.

## Biografie
Jaime Hernandez werd geboren op 11 juli 1892 in Libmanan in de provincie Camarines Sur. Zijn vader, Leon Hernandez, was een welvarende man en een van de 15 "martelaren van Bicol" die door de Spanjaarden werden gedood tijdens de Filipijnse Revolutie. Jaime Hernandez werd na de oprichting van het Gemenebest van de Filipijnen in 1935 benoemd tot Auditor-General. Later, tijdens de Tweede Wereldoorlog, maakte Hernandez in die hoedanigheid deel uit van het kabinetten-in-ballingschap van president Manuel Quezon en diens opvolger Sergio Osmeña. In 1948 was hij een van de oprichters van Nueva Caceres Colleges (de latere University of Nueva Caceres) en werd hij president van deze onderwijsinstelling. Van 10 maart 1954 tot 27 mei 1956 was Hernandez minister van financiën in het kabinet van president Ramon Magsaysay.
Hernandez was getrouwd met Anita Jaucian Hernandez. Zijn vrouw overleed begin 1999 op honderdjarige leeftijd. Samen kregen ze zes kinderen.